# Câmpeni, Dolj
Câmpeni este un sat în comuna Pielești din județul Dolj, Oltenia, România.

 Acest articol despre o localitate din județul Dolj este deocamdată un ciot. Puteți ajuta Wikipedia prin completarea lui.